# Cerastes gasperettii
Cerastes gasperettii là một loài rắn trong họ Rắn lục. Loài này được Leviton & Anderson mô tả khoa học đầu tiên năm 1967.
đặc biệt được tìm thấy ở Bán đảo Ả Rập và về phía bắc đến Israel, Iraq và Iran. Nó trông rất giống với C. cerastes, nhưng phạm vi địa lý của hai loài này không trùng nhau. Không có phân loài của C. gasperettii được công nhận.

## Từ nguyên
tên cụ thể, gasperettii, là để vinh danh John Gasperetti, một bác sĩ phẫu thuật người Mỹ, người đã thu thập mẫu vật nguyên mẫu.

## Mô tả
Tổng chiều dài trung bình (bao gồm cả đuôi) của C. gasperettii là 30–60 cm (12–24 in), với tổng chiều dài tối đa 85 cm (33 in). Con cái thường lớn hơn con đực.

## Hình ảnh

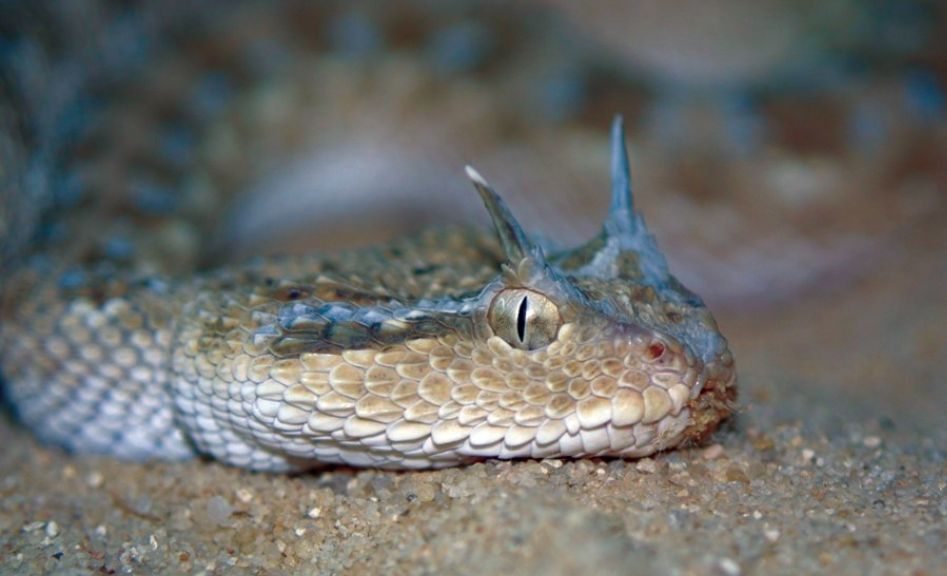